# イスラエルの教育
イスラエルの教育として、この項目ではイスラエルの教育について述べる。

## 概要
まず、6歳から12歳までの6年間を小学校で学ぶ。そして、その後中学校で3年間学ぶ。中学卒業後、3年間高等学校で学ぶ。高等学校を卒業すると、バグルートという高等教育への進学資格を得る。高等学校卒業までの課程は、日本と同じく6-3-3制である。イスラエルにおいては、幼稚園から中学卒業までが義務教育課程であり、高等学校の授業料は無償である。
ただ、イスラエルには原則として徴兵制度があるため、世俗的なユダヤ系イスラエル人の男女、ならびにドルーズ派の男性は高等学校を卒業するとイスラエル国防軍の兵役につくことになる（女性は少し条件が厳しいが良心的兵役拒否を行うことが可能である）。イスラエル人の青少年は、兵役を終えた後に世界旅行を行いその後大学に進学する事例が多い。
イスラエルの大学は全て公立であり、学費も年額4,000～6,000シェケルと低廉であり、学びやすい。多くの学生はダブルメジャー（二つの専攻）で、平均3年で学位を取得する。
特筆すべきイスラエルにおける社会教育は、イスラエル国外で出生し発達したユダヤ人がイスラエルに「帰還」する際に、イスラエルにおける公用語であるヘブライ語を学習する必要に迫られるが、彼らを主要な学習者とした「ウルパン」というヘブライ語教室があげられる。